# 탄성
탄성(彈性, elasticity, 문화어: 튐성)은 힘을 더하면 형태가 바뀌지만, 힘을 빼면 원래대로 돌아오는 성질을 말한다. 원칙적으로는 고체로 보이는 성질이다. 영어로 elasticity라고 하며, 어원을 따져 보면 그리스어의 "돌아오다"라는 뜻이 된다.

## 개론
많은 물질은 탄성 범위 안에서는 형태를 바꾸어도 원래대로 돌아간다. 이 말은 보일이 처음 사용하였다.
탄성은 응력(stress)과 변형(strain) 사이의 선형 관계로 이루어지며 이를 선형 탄성이라고 한다. 고무 밴드와 잘 튀는 공을 예로 들 수 있다. 이 개념은 처음에 로버트 훅이 1675년에 언급하기 시작하였다. 이러한 선형 관계는 훅 법칙으로 불린다. 선형 탄성의 전형적인 모델은 "완벽하게 원래의 모습으로 돌아가는" 용수철이다.

## 유한 탄력성

### 의탄성
의탄성(pseudoelasticity) 또는 초탄성(superelasticity)은 형상기억합금이 탄성을 발휘하여 미리 설정된 모습으로 돌아오게 하는 성질을 말하며 강철과 같은 일반 기계 부품에 쓰이는 용수철에 비해 보다 탄성 변형의 허용폭이 크다.
이를테면, 기계 부품으로서 형상기억합금으로 만든 용수철을 그 기계의 작동 온도보다 낮은 온도로 탄성을 회복하는 합금으로 용수철을 만들어 사용할 경우, 보다 큰 부하를 용수철에 걸 수 있기 때문에 공학쪽에서 보면 보다 유리하게 설계할 수 있다. 특히 탄성 회복 온도가 낮은 형상기억합금을 의탄성 합금이라고 말한다.

## 같이 보기
- 응력-변형도 선도
- 전기적 탄성(electrical elastance)
- 탄성 되튐(elastic recoil)
- 의탄성 (pseudoelasticity, 초탄성, superelasticity)